# Anonyx lilljeborgi
Anonyx lilljeborgi is een vlokreeftensoort uit de familie van de Uristidae. De wetenschappelijke naam van de soort is voor het eerst geldig gepubliceerd in 1870 door Boeck.